# Itsuka no Kimi e
Itsuka no Kimi e (いつかの君へ lit. Algún día tú?) es una película japonesa dirigida por Kei Horie y estrenada el 28 de julio de 2007. Se basa en el manga Itsuka Ame ga Furu You ni de Saika Kunieda. Fue protagonizada por Takumi Saitō y Ryūnosuke Kawai.

## Argumento
Noboru Fukami (Takumi Saitō) es un estudiante de fotografía de personalidad introvertida y solitaria. Kōhei Hayase (Ryūnosuke Kawai), su compañero de clases, es extrovertido y popular. Durante una excursión a un lago, Hayase cae del bote y Noboru acude a su rescate, realizándole respiración artificial. Esto da pie a malinterpretaciones por parte de sus compañeros y del propio Hayase, quien nunca antes había prestado atención al muchacho, pero tras ser salvado por este comienza a experimentar sentimientos hacia Noboru e intenta romper la armadura que rodea al joven para conocerle mejor. Cuando Hayase conoce al hermano gemelo de Noboru, Ryū, quien es todo lo contrario del primero, Hayase no tarda en hacerse amigo de él confundiendo todavía más los sentimientos de Hayase. Sin embargo, pronto descubrirá una terrible verdad detrás de la vida de los gemelos.

## Reparto
- Takumi Saitō como Noboru Fukami / Ryū Fukami
  - Tsubasa y Jun Ogasawara (jóvenes)
- Ryūnosuke Kawai como Kōhei Hayase
- Yutsuki Katō como Sayuri Tadokoro
- Makoto Sakamoto como Compañero de clase
- Goki como Compañero de clase
- Yū Tokui como Bartender
- Kanji Tsuda como Profesor
- Yumiko Oka como Compañera de clase
- Shirō Namiki
- Himeko Tōya
- Choi Cheol-ho
- Yoshihiro Ishizuka
- Shūji Ōtsuki

## Producción
La composición de la música estuvo a cargo de Moku. El tema utilizado para los créditos finales fue Karatsu youthful interpretado por Jamgo Five.